# Léon-Eugène Longepied
Léon-Eugène Longepied, né le 10 août 1849 à Paris, où il est mort dans le 14e arrondissement le 13 octobre 1888, est un sculpteur français.

## Biographie

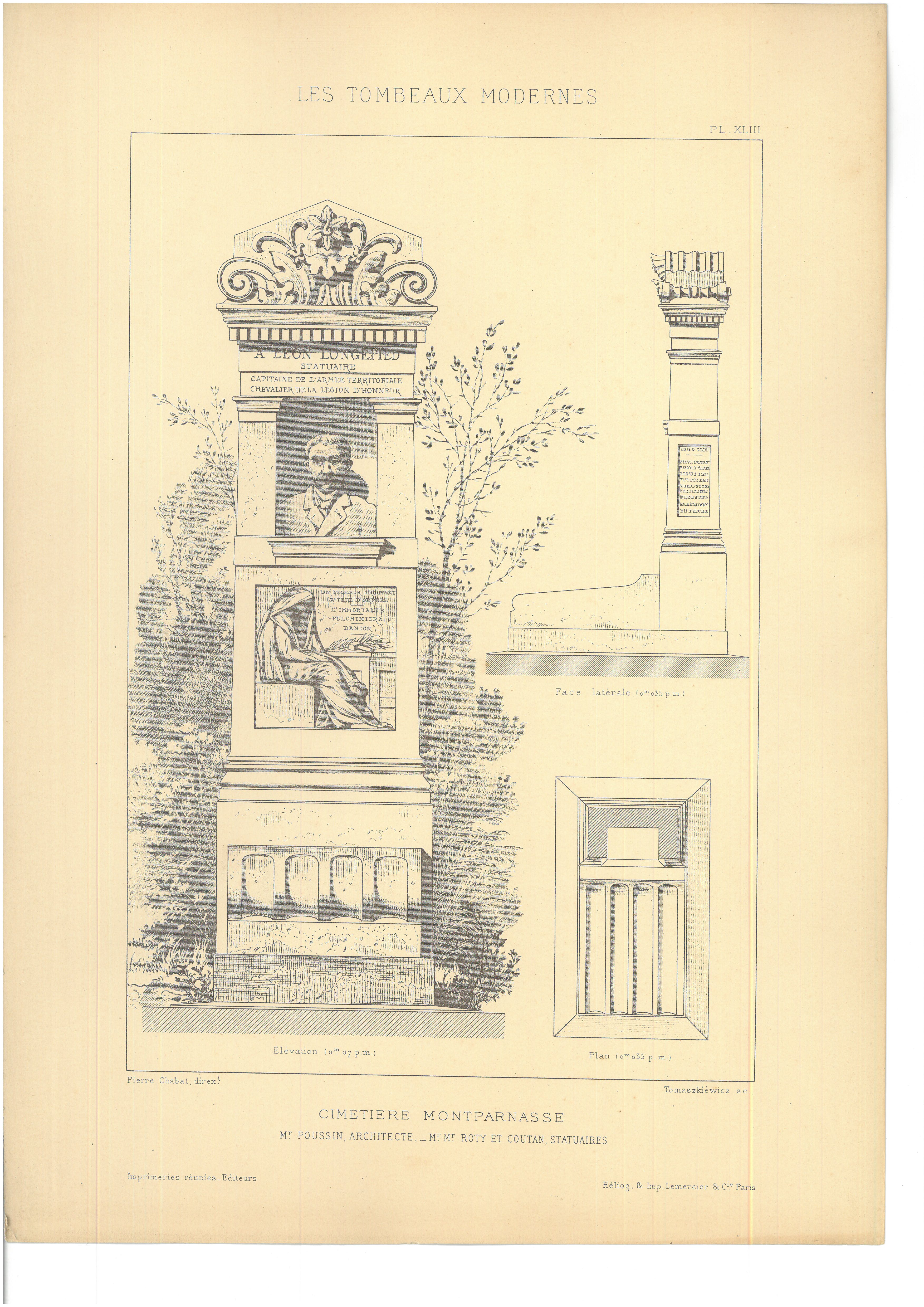
Tombe au cimetière du Montparnasse.

Élève de Jules Cavelier, de Mathurin Moreau et de Jules Coutan à l'École des beaux-arts de Paris, Léon-Eugène Longepied expose pour la première fois au Salon des artistes français en 1870. Il est récompensé par une médaille de troisième classe en 1880 et de première classe en 1882.
Léon-Eugène Longepied avait combattu pendant le siège de Paris en 1870 et était, à sa mort, capitaine au 36e régiment d’infanterie territoriale.
Il meurt à son domicile parisien, rue Denfert-Rochereau, le 13 octobre 1888 et est inhumé à Paris au cimetière du Montparnasse, où son tombeau est orné d'une allégorie de La Sculpture, figurée par une jeune femme en pleurs, voilée et légèrement drapée, assise en face d'un monument funéraire due au sculpteur Jean-Baptiste Antoine Champeil.

## Distinctions
- Chevalier de la Légion d'honneur (24 juillet 1887)[5]

## Œuvres
- Pêcheur ramenant dans ses filets la tête d’Orphée, Salon de 1882, statue en marbre, Paris, jardin du Ranelagh[6],[7].
- Alexandre Ledru-Rollin, statue en pierre, 2 m, commande de 1880, soldée en 1882, hôtel de ville de Paris, façade principale au rez-de-chaussée[8],[9].
- L’Été et Le Printemps, 1884, deux bas-reliefs, hôtel de ville de Paris, façade et rez-de-chaussée de la cour sud[9].
- Harponneur napolitain, Salon de 1884, groupe en bronze, 101 × 146 cm, Soulac, devant la basilique Notre-Dame-de-la-fin-des-Terres, dépôt du musée des Beaux-Arts de Bordeaux[10],[11].
- L’Immortalité, 1866, plâtre, exposé au Salon de 1886. Initialement au musée des Beaux-Arts de Rennes, ce groupe a été détruit sous le régime de Vichy[12]. Réalisé par la suite en marbre pour le cimetière français de Philippeville (Skikda) en Algérie, il est déposé à Paris au musée d’Orsay en 1986. Cette œuvre a été reproduite en bronze dans une version différente pour le Monument aux morts de Provins[13].
- Buste d’Henri Labrouste, architecte, 1883, marbre, acquis par l'État, localisation inconnue[14].
- Buste d’Antoine Bussy, pharmacien, Salon de 1884, localisation inconnue[15].
- Buste de Caroline Branchu, cantatrice, Salon de 1883, plâtre, Paris, Opéra Garnier[16].
- Monument au docteur Forgemol, 1887, élevé sur l’ancienne place du Château à Tournan-en-Brie, ce monument était initialement surmonté d’un buste qui a disparu. Il a été démonté en 1944[17].
- Monument aux morts de la Guerre de 1870, 1887, Provins, boulevard d’Aligre[18].
- Monument à Danton, 1888, fonte Thiébaut Frères, inauguré le 23 septembre 1888, Arcis-sur-Aube, place de la République[19].
- Sépulture  de la famille Herbette, avec Jules Coutan et Oscar Roty, Paris, cimetière du Montparnasse.

Œuvres de Léon-Eugène Longepied
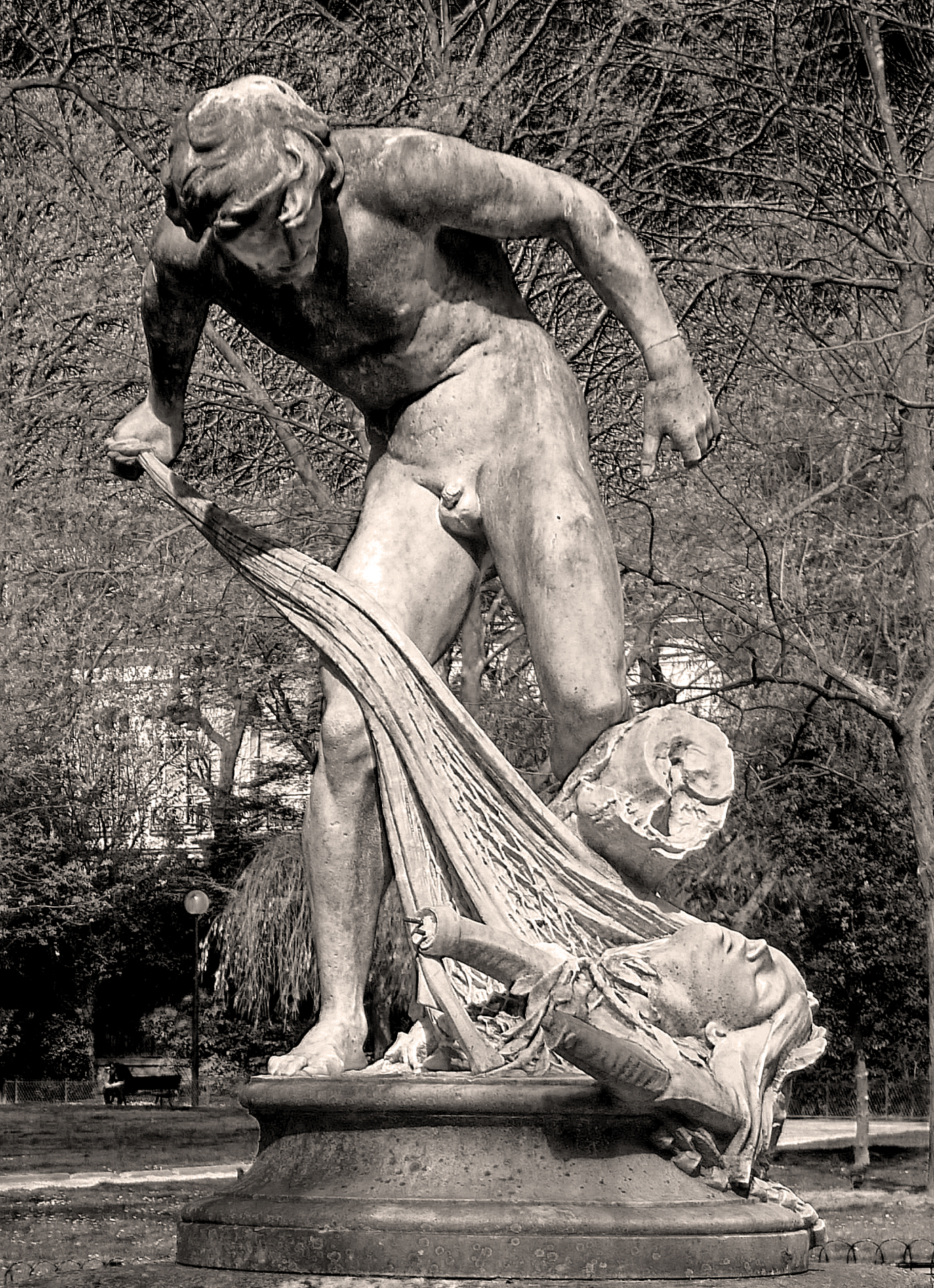
Pêcheur ramenant dans ses filets la tête d’Orphée (1882), marbre, Paris, jardin du Ranelagh.
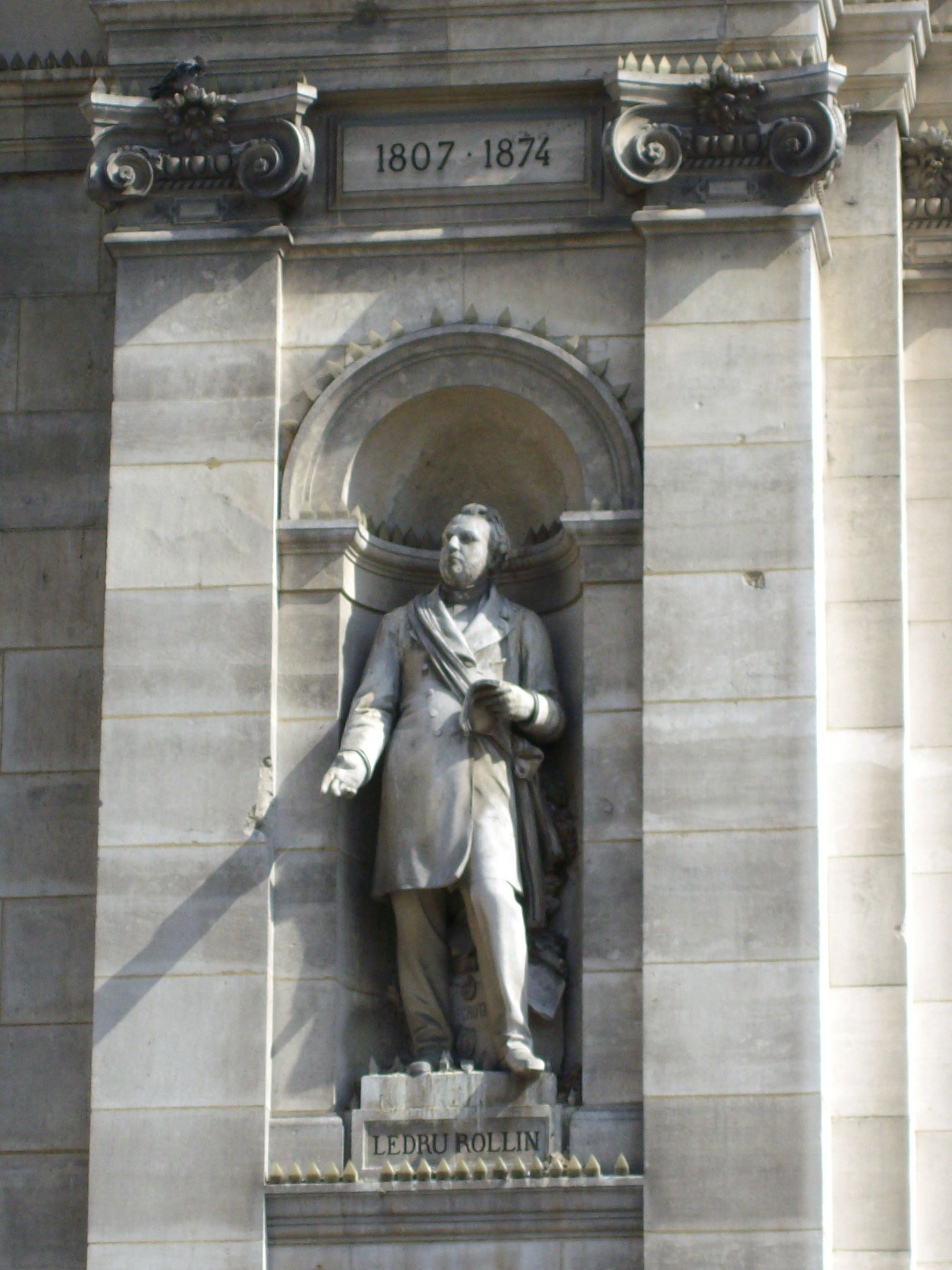
Alexandre Ledru-Rollin (vers 1882), hôtel de ville de Paris.
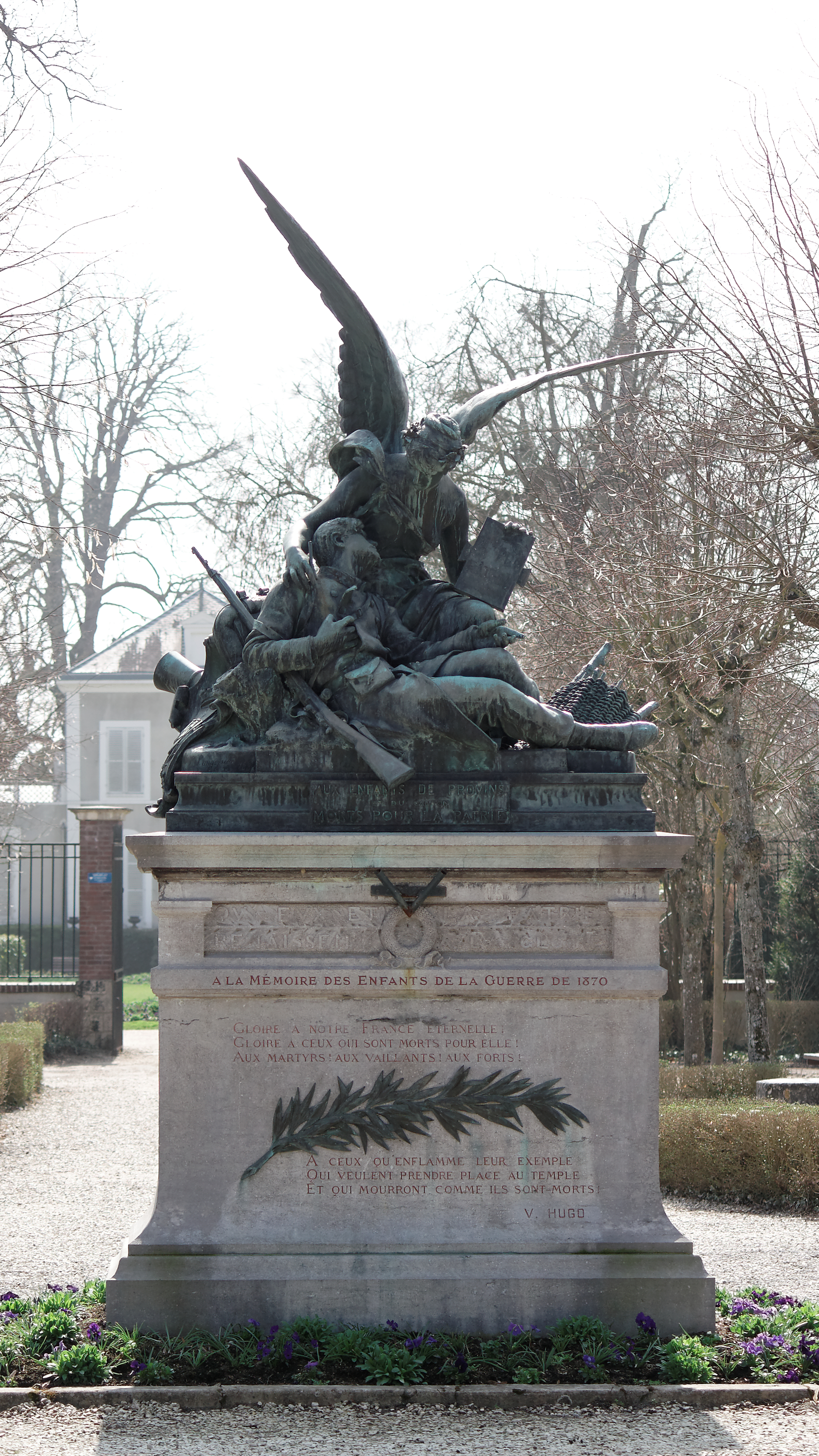
Monument aux morts de la Guerre de 1870 (1887), Provins.
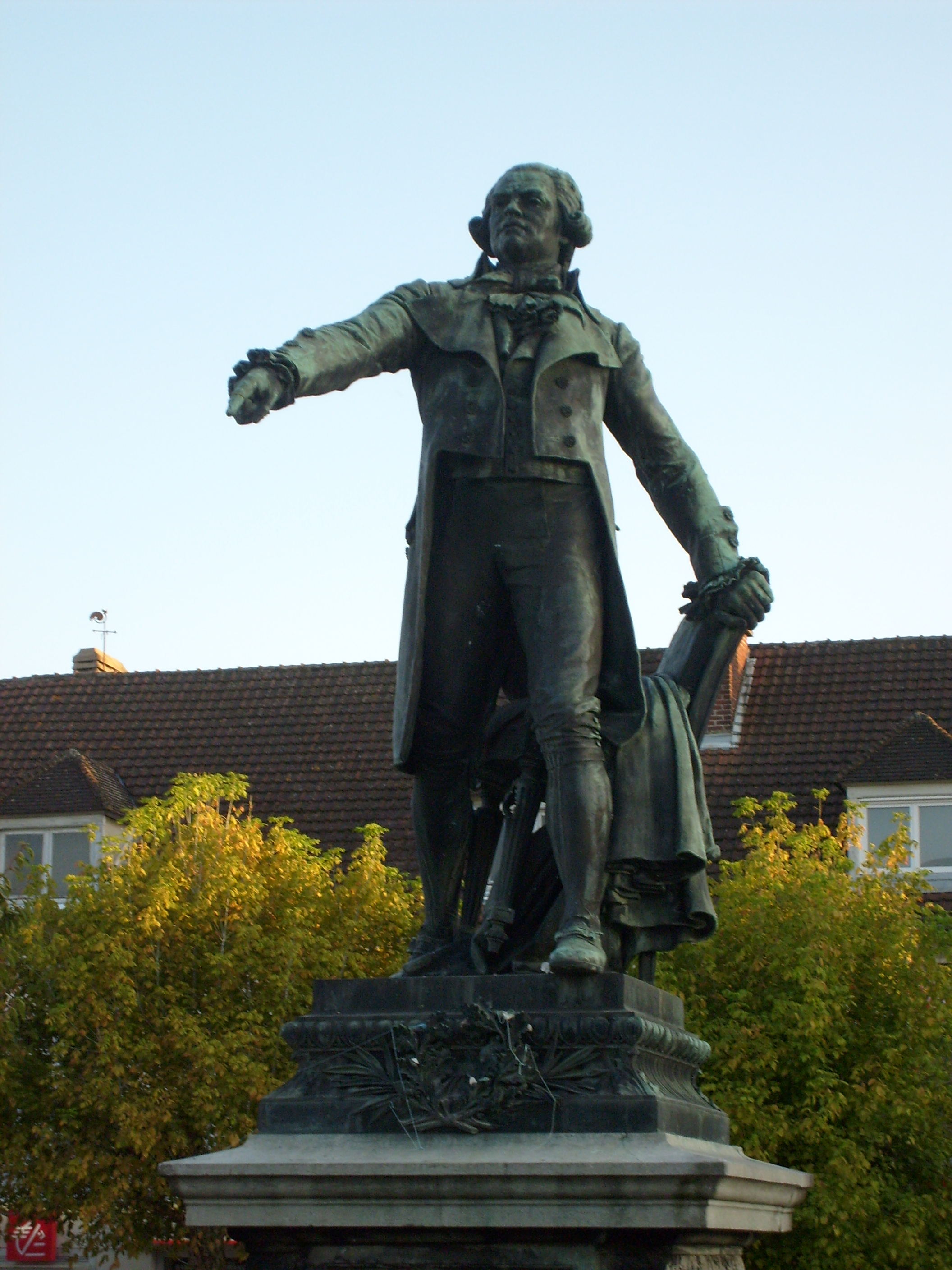
Monument à Danton (1888), détail, Arcis-sur-Aube, place de la République.